# Le Monde de la Bible
Le Monde de la Bible è una rivista biblica trimestrale di 150 pagine pubblicata dalla casa editrice Bayard Presse. Ha sostituito il periodico Bible and Terre Sainte, uscito in stampa dal 1950 al 1977 (ISSN 0006-0712).
Le Monde de la Bible pubblica e-book, articoli e recensioni nei seguenti ambiti: storia dell'arte, archeologia, esegesi biblica e storia delle religioni, edite sia in lingua inglese che francese.
Il suo comitato editoriale intrattiene un partenariato di lungua data coon la rivista tedesca Welt und Umwelt der Bibel e con l'italiana Il Mondo della Bibbia (Elledici editore). Inoltre, collabora anche con l'Institut national des recherches archéologiques préventives, l'Istituto europeo di scienze delle religioni appartenente all'École pratique des hautes études e con il Museo d'Arles antica.